# Smallpdf.com
Smallpdf は、スイスのオンラインPDFソフトウェアで、2013年に設立されました。 無料版ではPDF文書の圧縮、変換、編集機能が制限付きで提供され、 有料版ではOCR機能やさらに多くの高度な機能が利用可能です。

## 歴史
Smallpdfは、2013年にマティス・ビュッヒ、リノ・トイテベルク、マヌエル・ストーファーによって設立されました。設立者たちは韓国に住んでいた際、家族が大きな文書を圧縮してメールで送信する必要性からアイデアを得ました。
サイトの最初のバージョンでは、単独のPDF圧縮ツールが提供されていました。 それ以来、このオンラインプラットフォームはPDFの変換、圧縮、編集を行う16以上のツールを導入しています。 2019年には、月間約2500万人のユニークユーザーがSmallpdfを利用していると報告されました。
2018年11月、SmallpdfはDropboxと統合し、「Dropbox Extensions」の一環として、DropboxユーザーにPDF編集機能を提供することを発表しました。
Smallpdfは、PDFからOfficeへの変換ライブラリのためにSolid Documentsと提携しています。 また、PDFツールの提供元であるPDF Tools AGとも提携しています。 Solid Documentsは、ニュージーランドに拠点を置くデスクトップPDFソリューションの提供会社です。